# Uniwersytet Al-Aksa
Uniwersytet Al-Aksa (arab. ‏جامعة الأقصى‎, Ǧāmiʿat al-Aqṣà) – palestyńska uczelnia publiczna, zlokalizowana w Gazie.
Uczelnia została założona w 1955 roku przez władze egipskie jako instytut kształcący nauczycieli. W tym charakterze funkcjonowała do roku 1991, w którym został przekształcona w Państwowy Koledż Edukacyjny. Szkoła przechodziła dalszy stopniowy rozwój edukacyjny, jak i naukowy, prowadziła wspólne programy dydaktyczne z Uniwersytetem Ajn Szams. Status uniwersytetu i nazwę Uniwersytet Al-Aksa uzyskała w 2001 roku.

## Struktura organizacyjna
- Wydział Administracji
- Wydział Humanistyczny
- Wydział Edukacji
- Wydział Sztuk Pięknych
- Wydział Medialny
- Wydział Nauk Ścisłych[2]